# Leroy Edwards
Leroy Edwards (nacido el 11 de abril de 1914 en Crawfordsville, Indiana y fallecido el 25 de agosto de 1971 en Lawrence, Indiana) fue un jugador de baloncesto estadounidense. Con 1.96 metros de estatura, jugaba en la posición de pívot.

## Trayectoria
- Arsenal Tech High School
- Universidad de Kentucky (1933-1935)
- Oshkosh All-Stars (1937-1949)